# Eduardo Malaspina
Eduardo Malaspina (ur. 12 lipca 1967 w Tabatinga) – brazylijski duchowny katolicki, biskup pomocniczy São Carlos w latach 2018-2022, biskup  Itapeva od 2023.

## Życiorys
Święcenia kapłańskie przyjął 13 grudnia 1991 i został inkardynowany do diecezji São Carlos. Przez kilkanaście lat pracował jako duszpasterz parafialny. W latach 2000–2008 koordynował duszpasterstwo na terenie diecezji, a w kolejnych latach pełnił funkcje m.in. kanclerza kurii i wikariusza generalnego.
7 marca 2018 papież Franciszek mianował go biskupem pomocniczym diecezji São Carlos oraz biskupem tytularnym Pupiana. Sakry udzielił mu 1 maja 2018 biskup Paulo César Costa.
28 grudnia 2022 papież Franciszek mianował go biskupem diecezji Itapeva.